# Leptopentacta nelladana
Leptopentacta nelladana is een zeekomkommer uit de familie Cucumariidae.
De wetenschappelijke naam van de soort werd in 1999 gepubliceerd door Tim O'Hara.